# 핼 무어

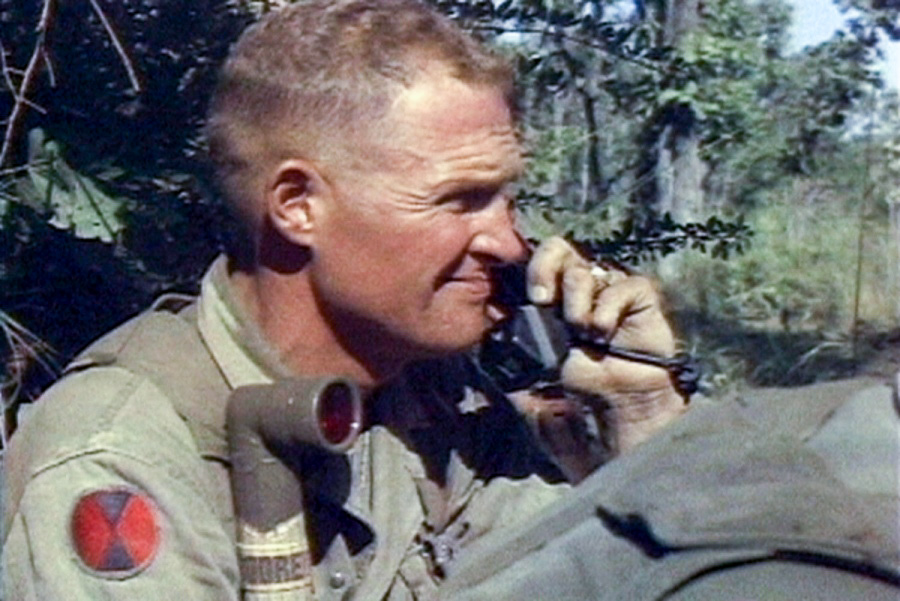
베트남 전쟁 당시 작전 중인 핼 무어

해럴드 그레고리 "핼" 무어 주니어(Harold Gregory "Hal" Moore, Jr, 영어 발음: /hæl/, 1922년 2월 13일~2017년 2월 10일)는 미 육군의 예비역 중장이다. 2차 세계 대전과 한국 전쟁, 베트남 전쟁에 참전 하였으며 그 공로를 인정받아 수훈 십자상을 받았다.